# Quercus ilicifolia
Quercus ilicifolia Wangenh., 1787 è un albero appartenente alla famiglia Fagaceae diffuso in America settentrionale.
È una specie di quercia endemica degli Stati Uniti orientali e del Canada sudorientale. Il suo areale si estende dal Maine alla Carolina del Nord, con alcuni esemplari presenti anche a più a nord in Ontario. Il nome ilicifolia significa "agrifoglio" e fa riferimento alla forma del fogliame, simili a quella di un agrifoglio.